# Пандо Сидов
Пандо Сидов или Пано Сидов е български революционер, костурски войвода на Вътрешната македоно-одринска революционна организация. Ръководител и организатор е на революционната борба в костурския революционен район и е войвода в областта Корещата. 

## Биография
Пандо Сидов е роден през 1878 година в Жупанища, тогава в Османската империя. Като ученик в Битолската гимназия се присъединява към ВМОРО. Не завършва средно образование и се връща като учител в Жупанища. Възложено му е да убие противопоставящия се на революционната организация свещеник Никола Шкутов и Сидов прави неуспешен опит за убийството му в Костур, след което става нелегален четник. 
По време на Илинденско-Преображенско въстание Сидов е начело на жупанско-маняшката чета с подвойводи Зисо Нолев, Димитър Кляшев и Аргир Николов. Жупанската чета прекъсва телеграфните съобщения Костур - Билища - Корча и Костур - Хрупища, след което участва в 33 сраженията в района и първа влиза в Клисура. В битката участват още Пандо Кляшев, Васил Чекаларов, Манол Розов и Марко Иванов.
След въстанието се завръща в Костурско през февруари 1904 година и продължава въоръжената борба с представителите на турската власт и на гръцката въоръжена пропаганда в Македония. Придружава ту костенарската чета на Нумо Янакиев, ту нестрамколската на Никола Добролитски като писар. Заминава за Гърция, но е арестуван от гръцките власти и е освободен едва след застъпничество на българското правителство. След смъртта на Митре Влаха и на Атанас Кършаков Сидов остава да ръководи делата на революционната организация в Костурско.
| Чета на Пандо Сидов, октомври 1907 година | Чета на Пандо Сидов, октомври 1907 година | Чета на Пандо Сидов, октомври 1907 година | Чета на Пандо Сидов, октомври 1907 година | Чета на Пандо Сидов, октомври 1907 година |
| Номер                                     | Име                                       | Селище                                    | Околия                                    | Забележка                                 |
| ----------------------------------------- | ----------------------------------------- | ----------------------------------------- | ----------------------------------------- | ----------------------------------------- |
| 1.                                        | Пандо Сидов                               | Жупанища                                  | Костурска                                 |                                           |
| 2.                                        | Боян Балашев                              | Велес                                     |                                           | 28 години                                 |
| 3.                                        | Антон Иванов                              | Поздивища                                 | Костурска                                 | 22 години                                 |
| 4.                                        | Андрей Цветанов                           | Локорско                                  | Софийска                                  | 19 години                                 |
| 5.                                        | Димитър Проданов                          | Пещера                                    | Пловдивска                                | 20 години                                 |
| 6.                                        | Милан Янков                               | Щип                                       |                                           | 21 години                                 |
| 7.                                        | Иван Стойков                              | София                                     |                                           | 20 години                                 |
| 8.                                        | Иван Гигов                                | Дебър                                     |                                           | 20 години                                 |
| 9.                                        | Никола Котев                              | Емборе                                    | Кайлярска                                 | 21 години                                 |
| 10.                                       | Ангел Петров                              | Ракитово                                  | Пещерска                                  | 22 години                                 |
| 11.                                       | Иван Варадинов                            | Панагюрище                                |                                           | 20 години                                 |
| 12.                                       | Лазо Костов                               | Крайници                                  | Велешка                                   | 22 години                                 |
| 13.                                       | Костадин Янков                            | Одрин                                     |                                           | 22 години                                 |
| 14.                                       | Цветан Тодоров                            | Берковица                                 |                                           | 23 години                                 |

В 1907 година помощник на Сидов е Никола Досев. През 1908 година негов четник е и Христо Руков.
През 1910 година емигрира в Торонто и е един от организаторите на македоно-българското дружество там, по-късно станало част от Македонската патриотична организация, и издава вестник „Българска искра“ заедно със свещеник Теофилакт Малинчев.
В 1911 година отваря българска книжарница в Костур, управлявана по-късно от Никола Поповски
Взима участие в Балканската с костурската чета и в Междусъюзническата с четата на Васил Чекаларов, като попада в сръбски плен в Битоля на 11 юли 1913 година.
Георги Константинов Бистрицки пише за него в 1919 г.:
| „ | Пандо Сидов от с. Жупанища, с непълно средно образование, сериозен и остроумен мъж, прословут по своето безстрашие, хвъркат войвода - който бе навсякъде и никъде, взел живо участие в много сражения и най-грозни атентати, е един от малцината останали живи „щастливци-войводи“, които с напрегнато внимание следят понастоящем развоя на съдбоносните събития и очакват заслужената свобода на роба. | “ |

Заселва се в Кърджали. През януари 1926 година е избран за председател на Кърджалийското македонско братство. От 1927 до 1931 година е депутат в ХХІІ Обикновено народно събрание. Умира през 1942 година в Кърджали.